# Nokomis (Alabama)
Nokomis è una comunità non incorporata della contea di Escambia, Alabama, Stati Uniti. Nokomis si trova lungo l'U.S. Route 31 e su una linea della CSX Transportation a 4,3 mi (6,9 km) a ovest-sud-ovest di Atmore.